# Domitilla die Ältere

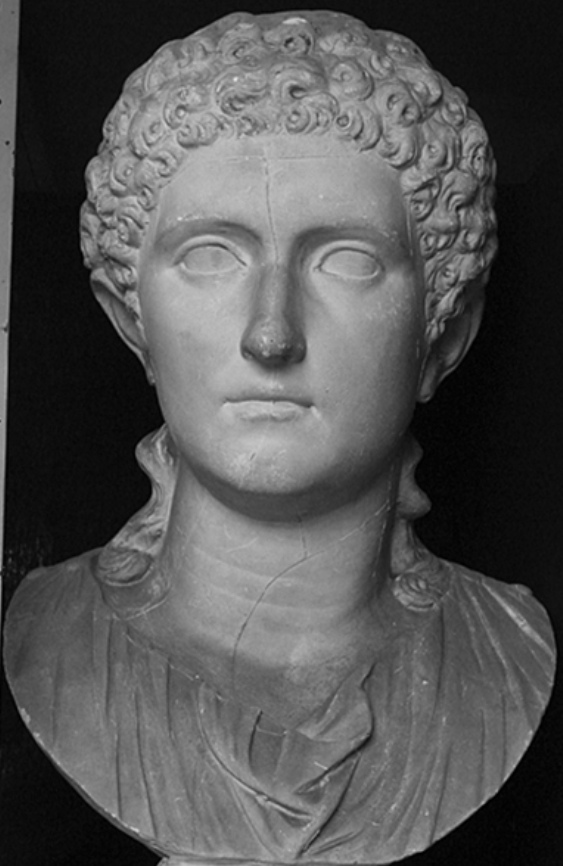
Büste der Domitilla der Älteren

Flavia Domitilla die Ältere (lateinisch Flavia Domitilla maior; † vor 69) war die Ehefrau des römischen Kaisers Vespasian.
Laut Sueton erlangte sie das römische Bürgerrecht erst in einem Prozess, in dem Flavius Liberalis aus Ferentium, der Schreiber eines Quästors, versicherte, ihr Vater zu sein. Vespasian heiratete sie um das Jahr 38. Domitilla die Ältere war die Mutter der jüngeren Domitilla und der späteren Kaiser Titus und Domitian. Sie starb, bevor ihr Mann die Kaiserwürde erlangte. Nach ihrem Tod lebte Vespasian mit Antonia Caenis zusammen.